# John Eaton

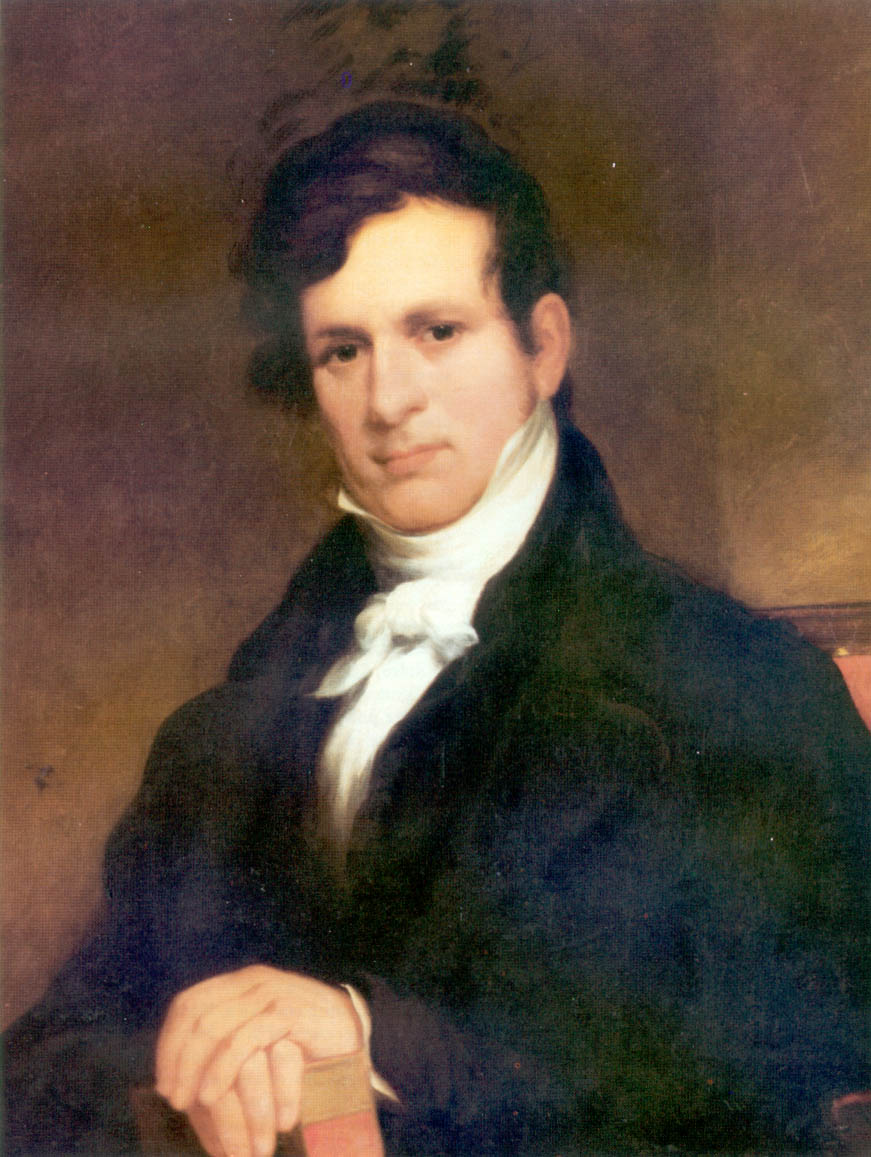
John Eaton

John Henry Eaton, född 18 juni 1790 i Halifax County, North Carolina, död 17 november 1856 i Washington, D.C., var en amerikansk politiker och diplomat. Han representerade delstaten Tennessee i USA:s senat 1818-1829. Eaton tillträdde som senator 28 år gammal och har förblivit den yngsta senatorn i USA:s historia. Han tjänstgjorde som USA:s krigsminister 1829-1831.
Eaton deltog i 1812 års krig och var ledamot av Tennessee House of Representatives, underhuset i delstatens lagstiftande församling, 1815-1816. 
Senator George W. Campbell avgick 1818 för att tillträda som chef för USA:s diplomatiska beskickning i Tsarryssland. Demokrat-republikanen Eaton blev utnämnd till senaten trots att han egentligen var för ung för uppdraget. Enligt USA:s konstitution måste en senator vara minst 30 år gammal, medan 25 år räcker för en ledamot av USA:s representanthus. Före Eaton fanns det två tidigare fall av senatorer som hade tillträtt som yngre än 30 år i strid mot konstitutionen. Henry Clay hade tillträtt 29 år gammal år 1806 och Armistead Mason hade varit 28 år två år innan Eaton tillträdde. I början av 1800-talet var man inte så noga med att kontrollera senatorernas ålder vid tillträdet. Några år efter fallet Eaton intog senaten en striktare hållning och det är osannolikt att Eatons rekord någonsin kommer att slås.
Andrew Jackson grundade demokraterna år 1828. Eaton var inte bara nära personlig vän med Jackson utan också en central politisk bundsförvant och gick självklart med i det nya partiet. Jackson tillträdde 1829 som USA:s president och utnämnde Eaton till krigsminister. Eaton avgick 1831 på grund av en skandal. Eatonaffären, också känd som Petticoat Affair, hade sin början med pursern John Bowie Timberlakes självmord 1828. Eaton hade gift sig 1829 med Timberlakes änka Peggy. Det påstods att Timberlake skulle ha begått självmord på grund av hustruns förhållande till Eaton. Vicepresidentens hustru Floride Calhoun ledde kampanjen mot Eatons hustru Peggy. Relationen mellan ministrarna försämrades på grund av den ständigt pågående diskussionen om Eatons äktenskap. Flera ministrar, inklusive Eaton själv, avgick som resultat.
Eaton var guvernör i Floridaterritoriet 1834-1836 och chef för USA:s diplomatiska beskickning i Spanien 1836-1840.
Eaton County har fått sitt namn efter John Eaton.